# Plastic City
Plastic City, ein deutsches Plattenlabel mit Sitz in Berlin, veröffentlicht seit 1993 verschiedene Künstler und DJs der Musikrichtung Tech House u. a. The Timewriter und Terry Lee Brown Junior, Marshall Jefferson, AWeX (u. a. Tom Wax), Steve Poindexter, Kriss Dior aka Bassface Sascha, David Alvarado, Andry Nalin (u. a. Nalin & Kane), Alexi Delano und G-Pal. Bis 2003 gehörte das Label zur UCMG mit Sitz in Neckargemünd bei Heidelberg. 2003 übernahm es kurzfristig die Firma Holophon. 2004 wurde das Label dann von Daredo aus Mannheim übernommen. Im November 2017 erwarb die Firma UCM.ONE mit Sitz in Berlin das Label Plastic City sowie viele weitere ehemalige Labels der UCMG inklusive der Trademarks und Kataloge von der Daredo.
Das Label unterhielt von 1995 bis 2002 auch Büros in London (Plastic City UK.) und in New York (Plastic City America) mit teilweise eigenen separaten Single-Veröffentlichungen und jeweils eigenem Künstlerstamm. In der Folge der Terroranschläge auf das World Trade Center am 11. September 2001 und aufgrund der Tatsache, dass sich das Büro in New York am Ground Zero (Ecke John/Gold Street in Downtown Manhattan) befand, wurden die Labelaktivitäten in den USA eingestellt. Auch auf Plastic City UK gab es kurze Zeit später keine neuen Veröffentlichungen mehr. Viele der Künstler aus dieser Zeit von den beiden Schwesterlabels aus den USA und UK veröffentlichen heute auf dem „Mutterlabel“ in Deutschland direkt.
Musikalisch verantwortlich war zunächst Alexander Hendorf (A&R). Später kam Babak Shayan (2001–2002) dazu. Seit 2004 liegt die musikalische Verantwortung bei Joachim Keil, wobei seit 2006 zusätzlich Alex Flatner bei der Künstlerbetreuung mit dabei ist. Durch die Übernahme von UCM.ONE änderten sich diese Zuständigkeiten nicht, da auch die Mitarbeiter von der Daredo übernommen wurden.
Zu den erfolgreichsten Veröffentlichungen von Plastic City zählen die Kompilationsserien Terry´s Cafe (1–16) und Deep Train (1–6) sowie die Alben von Terry Lee Brown Junior und The Timewriter.
Seit August 2008 läuft die Plastic City Radio Show regelmäßig bei Sonica Radio Ibiza, Proton Radio oder Sceen FM und kann auch bei Mixcloud angehört werden.

## Die Labelphilosophie
Plastic City ist eine Stadt, die nicht aus Stein oder Metall besteht, sondern sich vielmehr aus den Gedanken der Hörer zusammensetzt. Das zumindest sollen Wissenschaftler im Jahr 2495 in dem "Scientist Report Network" veröffentlicht haben.
Die Veröffentlichungen werden in so genannte Zeitalter aufgeteilt: "Early Days" (1993–1996), "Age of Search and Destruction" (1996–1998), "Reconstructed" (1998–2002), "Maybe.Plastic City" (2003–2006) und aktuell "Imagination of the Shape" (seit 2006).